# Hook in Mouth
«Hook In Mouth» la última canción del álbum "So Far, So Good... So What!" Del año 1988 de la banda de Thrash metal Megadeth, es una canción mayormente acompañada de bajo, con solos rápidos pero muy cortos.

## Temática de la canción
La canción trata sobre la PMRC (Junta de Música Parental o de Padres por sus siglas en inglés) que tachan sobre la censura que existe en las canciones, sobre coartar la libertad de expresión en la música, pues la música se expresa de mil maneras, el coro deletrea varias letras hasta formar la palabra Freedom (Libertad) al igual menciona la PMRC tal y como lo expresa el coro:
"F is for fighting, R is for red
Ancestors' blood in battles they've shed
E, we elect them, E, we eject them
In the land of the free and the home of the brave
D, for your dying, O, your overture
M, they will cover your grave with manure
This spells out freedom, it means nothing to me
As long as there's a P.M.R.C."
Mustaine no ha hablado acerca de la canción, pero todos sus fanes la corean al momento de cantarla, es una de las canciones más representativas de la banda a pesar de no ser uno de sus sencillos del disco como Mary Jane y Anarchy In The U.K., Muchas personas cercanas de la extinta junta criticaron esta canción pues dijeron:
"¿Quienes son ellos para decir de la libertad de expresión cuando la mayoría de sus canciones son anticristianas?" (nótese que en la frase dicha ya se intenta coartar la libre expresión al tachar las canciones de "anticristianas"). Pero esto poco sentido tiene, porque ninguna canción de Megadeth habla sobre el "Anticristianismo" con excepción de "Go to hell" del álbum Hidden Treasures
El 23 de enero de 2018, al preguntársele por la temática de la canción en su Twitter, Dave Mustaine responde "Have you read 1984 by George Orwell?" dando a entender que el tema Hook in Mouth se basó en el libro escrito en 1948 acerca de un protagonista viviendo en una época de totalitarismo.

## Música
El inicio de la canción es abrupta, pues empieza de golpe, para que luego las guitarras pausen y el bajo y la batería toquen mientras Dave comienza a cantar, hasta el momento del coro las guitarras empiezan a tocar y se implantan unos Pre-Solos hasta después del coro, para luego terminar cantando "Im Not a fish, I'm a man... Hook In Mouth"
- Datos: Q4556271